# 静岡県立大学大学院食品栄養環境科学研究院附属食品環境研究センター
静岡県立大学大学院食品栄養環境科学研究院附属食品環境研究センター（しずおかけんりつだいがくだいがくいんしょくひんえいようかんきょうかがくけんきゅういんふぞくしょくひんかんきょうけんきゅうセンター、英語: Food and Environment Research Center, Graduate Division of Nutritional and Environmental Sciences, University of Shizuoka）は、静岡県立大学大学院食品栄養環境科学研究院の附置機関である。静岡県立大学環境科学研究所（しずおかけんりつだいがくかんきょうかがくけんきゅうじょ、英語: Institute for Environmental Sciences, University of Shizuoka）を前身とする。

## 概要
「静岡県立大学大学院食品栄養環境科学研究院附属食品環境研究センター」は、静岡県立大学大学院の食品栄養環境科学研究院に附属して設置される研究施設の一つである。静岡県立大学の草薙キャンパスに立地している。なお、食品栄養環境科学研究院に附置されている研究施設としては、食品環境研究センター以外にも茶学総合研究センターがある。
前身である環境科学研究所の頃より、静岡県立大学では環境学に関する研究が盛んである。一例として、ISI-トムソン・サイエンティフィックによる2001年（平成13年）～2005年（平成17年）の論文引用指数は「生態、環境学」分野で117.4であり、静岡県立大学が日本の大学・研究機関の中で3位にランクインしている。また、2002年（平成14年）～2006年（平成18年）の論文引用指数は「生態、環境学」分野で126.2に達し、静岡県立大学が日本の大学・研究機関の中で1位となるなど、高く評価されている。

## 目的
「食と健康」や「環境と健康」という視点に立脚した研究を推進するとともに、静岡県の県民に対する教育や啓発といった活動も展開している。これらの活動を通じて、静岡県における健康と福祉の向上や、静岡県の産業の発展を目指している。

## 沿革

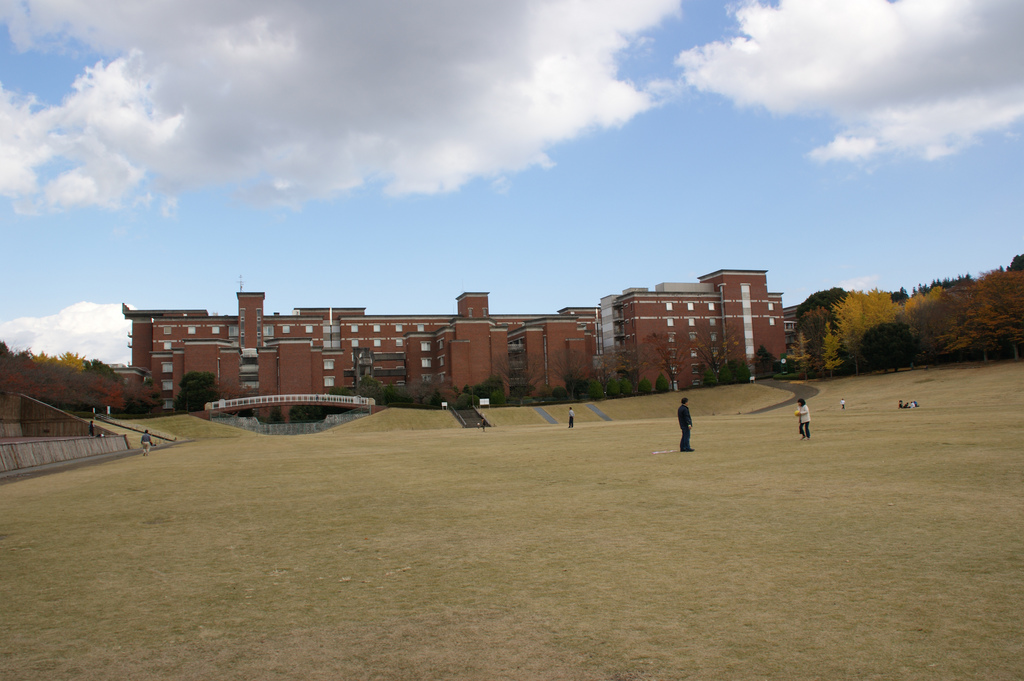
静岡県立大学環境科学研究所が所在した谷田キャンパスの環境科学棟（右）（2008年11月29日）

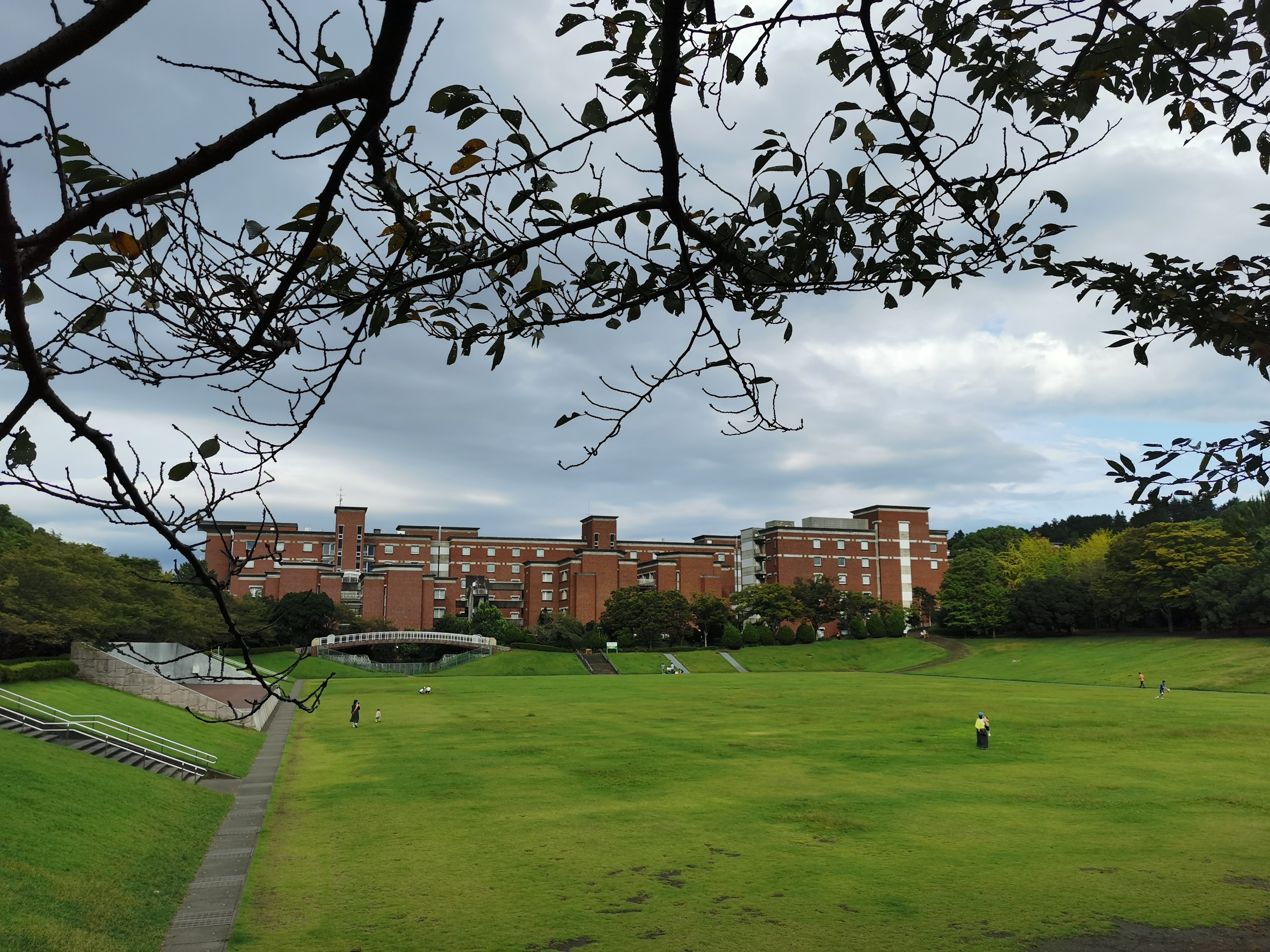
静岡県立大学大学院食品栄養環境科学研究院附属食品環境研究センターが所在する草薙キャンパスの食品栄養科学二号棟（右）（2021年9月6日）

静岡薬科大学、静岡女子大学、静岡女子短期大学が統合され、1987年（昭和62年）に静岡県立大学が発足した。その際、どの学部や研究科にも属さない大学直属の研究施設として、生活科学研究センターが設置された。生活科学研究センターは、静岡女子大学の家政学部に設置されていた被服学科の流れを汲むとされる。静岡女子大学の場合、文学部の国文学科は静岡県立大学の国際関係学部の国際関係学科に受け継がれ、文学部の英文学科は同様に国際関係学部の国際言語文化学科に受け継がれた。また、静岡女子大学の家政学部の食物学科は、これを改組する形で静岡県立大学の食品栄養科学部の栄養学科が発足し、一部は食品学科にも受け継がれた。しかし、静岡女子大学の被服学科だけは、静岡県立大学に受け皿となる学科が存在しなかったためである。1991年（平成3年）、静岡県立大学の大学院に生活健康科学研究科が設置されると、以降は生活健康科学研究科と密接に連携する。
一方、静岡薬科大学においては、1975年（昭和50年）に大学直属の研究施設として環境科学研究所が設置された。1987年（昭和62年）に静岡県立大学が発足すると、静岡薬科大学の環境科学研究所を改組する形で、静岡県立大学の薬学部の下に附属環境科学研究施設が設置された。1991年（平成3年）に大学院に生活健康科学研究科が設置されると、附属環境科学研究施設は薬学部から生活健康科学研究科に移管された。また、大学院の生活健康科学研究科に環境物質科学専攻が設置され、1991年（平成3年）に修士課程が開設され、1995年（平成7年）に博士前期課程と博士後期課程が開設された。附属環境科学研究施設は環境物質科学専攻と密接に連携した。
その後、生活健康科学研究科の附属環境科学研究施設を改組する形で、1997年（平成9年）4月に静岡県立大学に環境科学研究所が設置された。環境科学研究所は、学部や研究科に属さない大学直属の研究施設として発足し、専任の教員を多数擁していた。2005年（平成17年）4月には、環境科学研究所に附置される研究施設として附属地域環境啓発センターが発足した。環境科学研究所は、大学院の生活健康科学研究科に設置された環境物質科学専攻と密接に連携していた。環境科学研究所を本務とする教員が、生活健康科学研究科の役職を兼務することも多かった。なお、生活健康科学研究科には環境物質科学専攻のほかにも食品栄養科学専攻が設置されていたが、こちらは食品栄養科学部と密接に連携していた。2012年（平成24年）4月、生活健康科学研究科と薬学研究科が統合され、2研究院1学府に再編された。以降は食品栄養環境科学研究院と密接に連携するとともに、薬食生命科学総合学府の環境科学専攻とも密接に連携した。環境科学研究所を本務とする教員が、食品栄養環境科学研究院の役職を兼務することも多かった。
2014年（平成26年）4月、環境科学研究所を発展的に解消し、静岡県立大学の食品栄養科学部に環境生命科学科を新設するとともに、大学院の食品栄養環境科学研究院に附属食品環境研究センターを設置した。それに伴い、環境科学研究所を本務とする教員は、多くが食品栄養科学部に異動した。

## 出版
静岡県立大学生活科学研究センターにおいては、『静岡県立大学生活科学研究センター年報』を発行していた。また、静岡県立大学環境科学研究所においては、『静岡県立大学環境科学研究所年報』などの学術誌を発行していた。後年、静岡県立大学大学院生活健康科学研究科環境物質科学専攻も含めて『静岡県立大学環境科学研究所・大学院環境物質科学専攻年報』となっている。

## 略歴
- 1987年 - 静岡県立大学薬学部附属環境科学研究施設を設置[12]。
- 1987年 - 静岡県立大学生活科学研究センターを設置。
- 1991年 - 静岡県立大学大学院生活健康科学研究科附属環境科学研究施設を設置[12]。
- 1997年 - 静岡県立大学環境科学研究所を設置[11]。
- 2005年 - 静岡県立大学環境科学研究所附属地域環境啓発センターを設置[11]。
- 2014年 - 静岡県立大学大学院食品栄養環境科学研究院附属食品環境研究センターを設置[11]。

## 歴代センター長
| 静岡県立大学大学院食品栄養環境科学研究院附属食品環境研究センター センター長 | 静岡県立大学大学院食品栄養環境科学研究院附属食品環境研究センター センター長 | 静岡県立大学大学院食品栄養環境科学研究院附属食品環境研究センター センター長 | 静岡県立大学大学院食品栄養環境科学研究院附属食品環境研究センター センター長 | 静岡県立大学大学院食品栄養環境科学研究院附属食品環境研究センター センター長 | 静岡県立大学大学院食品栄養環境科学研究院附属食品環境研究センター センター長 | 静岡県立大学大学院食品栄養環境科学研究院附属食品環境研究センター センター長 |
| 代                                                                          | 氏名                                                                        | 氏名                                                                        | 就任日                                                                      | 退任日                                                                      | 主要な経歴                                                                  | 備考                                                                        |
| --------------------------------------------------------------------------- | --------------------------------------------------------------------------- | --------------------------------------------------------------------------- | --------------------------------------------------------------------------- | --------------------------------------------------------------------------- | --------------------------------------------------------------------------- | --------------------------------------------------------------------------- |
| 1                                                                           |                                                                             | 若林敬二                                                                    | 2014年4月1日                                                                | （現職）                                                                    | 国立がんセンター研究所所長                                                  |                                                                             |

### 註釈
1. ↑  静岡県立大学食品栄養科学部栄養学科は、2007年に栄養生命科学科に改組された。
2. ↑  静岡県立大学食品栄養科学部食品学科は、2007年に食品生命科学科に改組された。
3. ↑  静岡県立大学大学院生活健康科学研究科は、薬学研究科と統合され、2012年に薬学研究院、食品栄養環境科学研究院、薬食生命科学総合学府が設置された。
4. ↑  静岡県立大学大学院生活健康科学研究科環境物質科学専攻は、2012年に薬食生命科学総合学府環境科学専攻に改組された。
5. ↑  静岡県立大学大学院生活健康科学研究科食品栄養科学専攻は、2012年に薬食生命科学総合学府食品栄養科学専攻に改組された。